# Alfred Gerigk
Alfred Emil Gerigk (* 14. Dezember 1896 in Danzig; † 18. August 1983 in Konstanz) war ein deutscher Journalist.

## Leben und Wirken
Alfred Gerigk studierte nach dem Abitur Geschichte und Volkswirtschaft in Berlin. Von 1918 bis 1920 war er Redakteur für die Vossische Zeitung. 1920 heiratete er Héléne Fuhrmann, mit der er ein Kind hatte. 1924 machte er sich selbständig mit dem Redaktionsbüro Gerigk. In den Folgejahren machte er sich einen Namen als Journalist.
Von 1934 bis 1945 fungierte Gerigk als politischer Berater der Redaktion des Deutschen Verlags (ehemals Ullstein). Für diese Aufgabe wurde er ausgewählt, nachdem er im Frühling und Frühsommer 1934 einen kleineren Verlag davon abgehalten hatte, das Projekt einer Biografie des SA-Stabschefs Ernst Röhm zu beginnen, der wenige Wochen später in Ungnade fiel und liquidiert wurde. Gerigks Rat – der auf Hinweisen von Informanten im Staatsapparat basierte – ersparte dem betreffenden Verlag dementsprechend die Schwierigkeiten, die sich für das Projekt, wenn es weiter gediehen wäre, nach dem Sturz Röhms ergeben hätten. Gerigk brachte dies den Ruf eines instinktsicheren politischen Beobachters mit einem sicheren Gespür für Gefahren ein. In seiner Eigenschaft als politischer Berater bei Ullstein gelang es Gerigk unter anderem, das Reichspropagandaministerium dazu zu veranlassen, das Arbeitsverbot für den ehemaligen sozialdemokratischen Karikaturisten Erich Ohser aufzuheben, der fortan unter dem Pseudonym e.o.plauen unpolitische Bildergeschichten zeichnen durfte. 1938 unterstützte er außerdem Sebastian Haffner, Redakteur der Zeitschrift Die Dame, bei seiner Emigration nach Großbritannien, die die Redaktion als Berufsreise tarnte.
Während des Zweiten Weltkriegs besuchte Gerigk als Korrespondent zahlreiche Kriegsschauplätze. Im Osten wurde er unter anderem Zeuge von Massenerschießungen.
1945 beteiligte Gerigk sich an der Gründung der CDU in Berlin und in der Sowjet-Zone. In den Folgejahren fungierte er als außenpolitischer Berater des Politikers Jakob Kaiser. Außerdem wirkte er als Mitglied der Chefredaktion mit am Aufbau der Zeitungen Neue Zeit, Der Abend und Der Tag. Von 1951 bis 1966 übernahm Gerigk schließlich den Posten des Chefredakteurs des Südkuriers.

## Schriften
- 500 Jahre deutsche Reichsreform, 1934.
- Spuk am Balkan. Ein König, ein Oberst, ein General, 1943.
- Deutschland und das Weltgeschehen im Jahre 1961, 1962.
- Der Staat, mit dem wir leben. Wie in Deutschland regiert wird, 1972.
- Beratung und Warnung in der Diktatur, in: W. Joachim Freyburg/Hans Wallenberg [Hrsg.]: Hundert Jahre Ullstein, 1977, Bd. 3, S. 531–555.

| Personendaten    | Personendaten                            |
| ---------------- | ---------------------------------------- |
| NAME             | Gerigk, Alfred                           |
| ALTERNATIVNAMEN  | Gerigk, Alfred Emil (vollständiger Name) |
| KURZBESCHREIBUNG | deutscher Journalist                     |
| GEBURTSDATUM     | 14. Dezember 1896                        |
| GEBURTSORT       | Danzig                                   |
| STERBEDATUM      | 18. August 1983                          |
| STERBEORT        | Konstanz                                 |